# Junius van Hemert

Junius van Hemert is een Nederlands geslacht waarvan leden sinds 1843 tot de Nederlandse adel behoren.

## Geschiedenis
De stamreeks begint met Jan Lubbertszn uit Amersfoort wiens zoon Frans in 1577 in Dordrecht werd geboren. Hun nazaat Willem Joannes Junius van Hemert (1790-1858) werd bij Koninklijk Besluit van 1 januari 1843 verheven in de Nederlandse adel.

## Enkele telgen
Jhr. mr. Willem Joannes Junius van Hemert, heer van Nieuwerkerk (1790-1858), lid van de Tweede Kamer en van de Eerste Kamer
- Jhr. mr. Dirk Anton Junius van Hemert (1816-1881), onder andere raadsheer van het Hooggerechtshof van Nederlands-Indië en resident van Batavia; trouwde in 1847 met jkvr. Louise Johanna Batiste Charlotte Theunissen Reijnst (1827-1861), halfzus van Catharina Geertruida Reijnst, lid van de familie Reijnst, dochter van jhr. Jan Cornelis Reijnst (1798-1871) en moeder van de schrijver Louis Couperus (1863-1923)
  - Jkvr. Joanna Cornelia Junius van Hemert (1848-1879); trouwde in 1870 met mr. Henri Maarten Anton baron van der Goes van Dirxland (1841-1890), lid van de Tweede Kamer en van de Eerste Kamer, lid van de familie Van der Goes en zoon van minister mr. Louis Napoleon baron van der Goes van Dirxland
- Jhr. mr. Gijsbert Christiaan Junius van Hemert (1822-1887), lid van provinciale en gedeputeerde staten van Overijssel
- Jhr. Paulus Zeger Junius van Hemert (1827-1875), burgemeester